# Сильвестр (Гловацький)
Митрополит Сильвестр (Главацький, Гловацький або Головацький Стефан; ? — 20 травня 1760, Суздаль) — український релігійний діяч, місіонер у країнах Західного Сибіру та Мерянії. Один із призвідників антиісламських акцій РПЦ (б) у колишньому Сибірському ханстві. Ректор Казанської духовної семінарії.
Митрополит Тобольський і всього Сибіру РПЦ (безпатріаршої), єпископ Юріївський, єпископ Суздальський.

## Життєпис
Походив з Речі Посполитої. У юності емігрував на Гетьманщину, де 1720 вступив до Києво-Могилянської академії.
Його і Веніаміна Пуцека-Григоровича 1733 р., на прохання архієпископа Казанського і Свіязького Іларіона Рогалевського, направлено до Татарстану, де в Казані він посідає викладацькі посади як найкращий студент КМА. Прибувши до Казані влітку 1733 р., Гловацький взяв участь в розпочатій архієпископом Рогалевським реорганізації Казанської школи на взірець Києво-Могилянської академії. Тоді ж був призначений першим її префектом.
1733 р. прийняв чернечий постриг. З 1742 р. його обирають архімандритом Свіязького Богородицького монастиря і ректором Казанської семінарії. 1749 р. Гловацького висвячено на митрополита Тобольського і всього Сибіру. Перебуваючи в Тобольську, він діяльно залучав до своєї семінарії випускників та викладачів КМА. Підтримував засланих до Тобольська греко-католицьких священиків з України, допомагаючи їм своєю протекцією перед синодом. Гловацького звинуватили у підтримці єретиків, і тільки завдяки архієпископу Московському та Калузькому Амвросію Зертису-Каменському та іншим українцям, членам Синоду Відомства православного сповідання, він зумів зберегти свій сан.
6 липня 1749 — хіротонія в єпископа Сибірського та Тобольського із возведенням у сан митрополита. До Тобольська прибув вночі 12 грудня.
Діяльність Сильвестра на Тобольської катедрі позначилася спорудженням нових церков та злагодженням духовно-навчальних закладів, «боротьбою з розколом» (зі старообрядництвом) і залученням до християнства іновірців. Для нагляду за поведінкою та успіхами учнів та викладачів, він призначив першим префектом семінарії вченого ієромонаха Михайла Миткевича, возвівши того у архімандрита Тюменського Троїцького Монастиря. Вшановував пам'ять святителя Івана (Максимовича), митрополита Тобольського, збудував на зібрані кошти новий кам'яний храм (придільний), освячений у 1753 р. на честь Максимовича.
При митрополиті Сильвестрі Іркутська єпархія знову відділена від Тобольської.
Брутальним насадженням синодального московського православ'я налаштував проти себе мусульман — тобольських татар, а також старообрядців. Була створена комісія для розслідування.
9 жовтня 1755 р. у розпал Башкирського повстання митрополит Гловацький фактично утік до європейської частини Московії, де його осаджено у Суздальській єпархії митрополитом. Тут він також приділяв багато уваги місцевій семінарії, заснованій 1723-го "могилянцями", залучаючи на викладацькі посади випускників КМА.
Помер 20 травня 1760 р. Похований у Суздальському Різдвобогородицькому катедральному соборі.